# Technique photographique

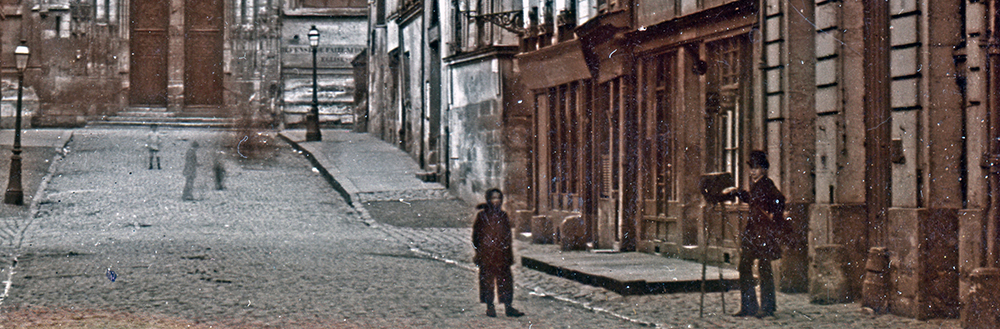
Photographe du XIXe siècle en action

La technique photographique recouvre les procédés, méthodes et pratiques visant à l'obtention d'une photographie.
Ces procédés se divisent en deux grandes familles ; les techniques analogiques (désignées par le terme de photographie argentique) élaborées au XIXe siècle et améliorées par la suite, et les techniques numériques, mises au point à partir des années 1970 et dont l'utilisation massive commence à la fin des années 1990.
En argentique comme en numérique, la technique photographique fait référence à trois domaines :
1. Le matériel photographique et les consommables (films, cartes mémoires, etc.). C'est la partie « industrielle ».
2. La prise de vue proprement dite, qui concerne directement chaque photographe. C'est la partie « artistique », qui change peu quel que soit le procédé choisi.
3. Le traitement des photographies :
  - Pour la photographie argentique, après la prise de vue, que ce soit par le photographe lui-même ou un laboratoire dédié, qui se subdivise en deux étapes ; le développement et le tirage.
  - Pour la photographie numérique, l'étape du développement est remplacée par une phase de traitement de l'image, réalisée à l'aide d'un logiciel. L'étape du tirage n'est pas nécessaire et peut se réaliser en laboratoire ou sur imprimante.

## Photographie traditionnelle
Les trois étapes de la photographie argentique (prise de vue, développement et tirage) peuvent être traitées comme trois ensembles distincts, le sous-produit d'un des ensembles servant d'input à l'ensemble suivant, ou comme les trois sous-ensembles d'un processus continu, maîtrisable de bout en bout.
L'approche de l'ensemble du processus dans sa continuité par le photographe permet de garder le contrôle de chaque étape et éventuellement de corriger les sous-produits d'une étape par des traitements spécifiques lors de l'étape suivante. Une tentative de formalisation de cette approche, appelée le Zone system, a été menée par le photographe américain Ansel Adams. Il existe plusieurs variantes, plus ou moins contraignantes et rigoureuses, du Zone system.
Une telle approche présente un certain nombre de contraintes, à la fois en coût matériel, en espace de stockage et en temps, ce qui la rend difficilement praticable. Même de très grands photographes, comme Henri Cartier-Bresson, ont renoncé au développement et au tirage de leurs clichés. Certains prennent en charge les trois étapes, mais sans vraiment les lier de manière rigoureuse ; par exemple, il est courant de corriger des erreurs de développement lors du tirage, mais peu nombreux sont ceux qui lient la prise de vue et le développement.
Ce modèle de travail reste un peu théorique et connaît de multiples variations dans la pratique. Le principe de base de cette approche est de chercher à obtenir un produit fini correspondant précisément aux attentes du photographe lors de la prise de vue, c'est le contraire de la photographie « presse-bouton ». Pour atteindre ce but, le photographe sera amené à modifier un certain nombre de variables dans chacune des trois étapes.
On peut citer comme variables sur lesquelles le photographe pourra intervenir : le choix de l'objectif, le choix de l'émulsion, la durée d'exposition, l'ouverture du diaphragme, le choix du révélateur, la durée et la température de développement, le format du tirage, le choix du papier, le contraste du papier (ou le filtrage pour les papiers à contraste variable), la durée de traitement dans les bains, les virages éventuels…